# Autophila argentea
Autophila argentea là một loài bướm đêm trong họ Erebidae.